# Parafia św. Marcina w Strykowie
Parafia pw. Świętego Marcina w Strykowie – parafia rzymskokatolicka znajdująca się w archidiecezji łódzkiej w dekanacie strykowskim. Mieści się przy ulicy Warszawskiej.
Erygowana w XIV wieku. Obecny kościół parafialny został wzniesiony w latach 1907–1914.